# 姜洪 (成化進士)
姜洪（1444年—1512年），字希範，直隸廣德州（今安徽省廣德縣）人。明朝政治人物，成化戊戌進士，官至山西巡撫。

## 生平
早年出身國子生，成化元年（1465年）中式乙酉科應天鄉試第二十七名舉人。成化十四年（1478年）戊戌科會試第一百六名，殿試登進士第三甲第四十七名，授盧氏知縣，升貴州道監察御史，二十三年巡按直隸。明孝宗繼位后，多次陳言遠離中官。弘治元年，出按湖廣，與漕運都御史秦纮相爭被彈劾，雖經查無罪，但因劉吉從中為梗，貶為夏縣知縣。歷升桂林府、保宁府知府，平定叛亂，十八年（1505年）二月升雲南右參政。正德二年（1507年）九月轉山東左參政。
武宗正德二年十二月，升任山西右布政使，因劉瑾索賄不成，四年二月被令以左布政使致仕。劉瑾被誅后，五年九月起用為山東左布政使。正德七年（1512年）四月，以都察院右副都御史提督鴈門等关兼巡撫山西，在任不到三月就去世。姜洪生性廉直，死後甚至無錢辦喪事。熹宗天啟初年，追謚莊介。

## 家族
曾祖姜充銘，曾任訓導。祖父姜處謙。父亲姜□。